# Халид II бин Ахмед аль-Касими
Шейх Халид бин Ахмад аль-Касими (? — 1950) — правитель эмирата Шарджа в 1914—1924 годах и Рас-эль-Хаймы в 1914—1921 годах . Он стал эмиром после смерти своего двоюродного брата, эмира Сакра бин Халида аль-Касими. Его правление было бурным и непопулярным, ознаменовалось междоусобными конфликтами и общественным недовольством и привело к окончательному распаду совместного правления аль-Касими над Шарджой и Рас-эль-Хаймой. Свергнутый с поста эмира Шарджи в 1924 году, он стал правителем Дхайда и Кальбы (признанных англичанами Договорным Оманом) и весьма влиятельной фигурой в Шамалии (восточное побережье полуострова).

## Правление
Халид бин Ахмад аль-Кассими был сыном Ахмада I бин Султана, эмира Шарджи в 1871—1883 годах. Сакр ибн Халид аль-Касими (1883—1914) назначил своего двоюродного брата Халида бин Ахмада своим преемником незадолго до его смерти, поскольку его собственные сыновья были еще несовершеннолетними.
Одним из первых действий Халида бин Ахмеда, когда он стал правителем Шарджи, было урегулирование вопроса о Аль-Джазире Аль-Хамре. Джазира Аль-Хамра, в котором проживало около 500 домов племени Зааб (эмиратское семейное имя Аль-Зааби происходит от единственного числа Зааб), обычно считался зависимым от Рас-эль-Хаймы, и Халид подтвердил это в официальном разделе зависимостей между двумя эмиратами.
В 1919 году Халид ибн Ахмад назначил своего брата Рашида ибн Ахмада вали из Диббы, что привело к длительному спору за этот район после того, как Халид был свергнут с поста правителя Шарджи в 1924 году.

## Потеря Рас-эль-Хаймы
Правление Халида ибн Ахмеда характеризовалось рядом проблем, не последней из которых была потеря Рас-эль-Хаймы в качестве зависимого государства. Он унаследовал проблемную ситуацию в Рас-эль-Хайме, где Селим бин Султан Аль-Касими, бывший правитель Шарджи и, вкратце, Рас-эль-Хайма, фактически обрел независимость. Сын Селима Мухаммед занял руководящую роль в Рас-эль-Хайме после того, как Селим был парализован, а затем в июле 1919 года отказался от своей должности в пользу своего брата Султана. Селим умер в августе 1919 года, оставив Султана в качестве лидера вместо себя.
Поначалу британцы не хотели признавать Султана ибн Салима мирным шейхом (и, следовательно, независимым от Халида бин Ахмада), так как считали, что его правление будет недолгим. Однако 7 июня 1921 года он был утвержден в качестве такового британским резидентом . Бессилие Халида перед лицом этого акта было поразительным, как и его слабость в контроле над мятежным вождем Хиры Абдулрахманом ибн Мухаммадом Аль-Шамси.
В июне 1920 года Абдулрахман захватил Форт Аджман и был удален только после заступничества агента британской резидентуры. Халид бин Ахмед собрал отряд вместе с Хумаидом бин Абдель-Азизом Аль Нуайми из Аджмана, и вместе они атаковали Абдулрахмана в Хире. И снова вмешались англичане, и было заключено соглашение, которое признавало Абдулрахмана подданным Халида и обязывало его не причинять больше никаких неприятностей. Это раздражало Хумаида ибн Абдель-Азиза из Аджмана, который ничего от этого не выигрывал.
В начале 1922 года вместе с другими мирными шейхами Халид бин Ахмед подписал соглашение с англичанами о том, что любые нефтяные концессии будут предоставляться только назначенному британским правительством лицу. Однако во время его правления такой концессии подписано не было . Он также заключил соглашение с главой Хамрии о предоставлении городу независимости, подписанное в присутствии британского резидента-агента (к ярости политического резидента в Бушире) 9 августа 1923 года . Преемник Халида счел это соглашение недействительным.

## Свержение с поста правителя Шарджи
Султан бин Сакр аль-Касими, сын Сакра ибн Халида, обратился к Ахмаду с просьбой вернуть ему имущество и деньги, захваченные Халидом при вступлении в должность, но безуспешно. Озлобленный, он покинул Шарджу в 1921 году и поселился в Дубае.
В 1923 году он женился на дочери Абдулрахмана ибн Мухаммада Аль-Шамси. Халид бин Ахмад воспринял это как вызов и снова выступил против Абдулрахмана в Хире, но Абдулрахман обратился к Агенту резидентуры, который заключил мир и поставил двух своих людей охранять форт в Хире. Халид тогда назначил своего вали (губернатора) в Хирну, которого Абдулрахман арестовал. Затем Халид двинулся против Хиры, которую Абдулрахман теперь готовился защищать от объединенных сил из Шарджи и Аджмана. Последовала очередная британская интервенция, и Абдулрахман отправился в Дубай, чтобы присоединиться к своему зятю.
К этому времени население эмирата Шарджа уже было сыто по горло. Халид был непопулярен и считался слабым, потеряв Рас-эль-Хайму и угнетенную Хиру. Его действия по отношению к Султану, сыну бывшего правителя, широко осуждались, а его налоги и сборы вызывали негодование. 1 ноября 1924 года Султан бин Сакр прибыл в Шарджу и сверг Халида в результате короткого 11-дневного конфликта. Халид нашел убежище в Дубае, а затем в Умм-Аль-Кавайне.

## Правитель Дхайда
Хотя Халид и был смещен с поста правителя Шарджи, он имел значительное влияние на восточные владения Шарджи — в Дхайде, Диббе и Кальбе. Взяв под свой контроль Шарджу, Султан бин Сакр сместил брата Халида Рашида бин Ахмеда с поста вали (наместника) Диббы. Однако он был восстановлен в 1926 году после того, как возглавил народное восстание, и оставался вали до своей смерти в 1937 году.
В июне 1927 года между Султаном бин Сакром и Халидом бин Ахмадом было достигнуто соглашение о содержании семьи свергнутого правителя. Таким образом, крепость в Дхайде и доходы от внутреннего города-оазиса перешли к Халиду бин Ахмаду. Дхайд, в 1906 году, приносил около 228 долларов Марии Терезии ежегодно в ценах на воду, а также доход от продажи фиников.
Несмотря на согласие Султана бин Сакра, Халид остался в Умм-Аль-Кавайне и послал несколько своих людей в Дхайд, чтобы занять эту недавно приобретенную собственность, поскольку бедуины, которые охраняли форт для Султана, все еще были активны в этом районе. При поддержке шейхов бедуинских племен бани Кааб и Наим, которые поддерживали любые планы, направленные на ослабление Шарджи, было решено, что правитель Рас-эль-Хаймы Султан бин Селим Аль-Касими будет владеть Дхайдом «от имени Халида бин Ахмада». Это соглашение не было полностью поддержано самим Султаном бин Селимом, который опасался антагонизма с Султаном бин Сакром, а также полагал, что Халид бин Ахмад будет представлять собой постоянное финансовое бремя с небольшой надеждой на какое-либо возвращение, кроме конфликта.
В июле 1928 года Халид бин Ахмад наконец полностью завладел Дхайдом.

## Правитель Кальбы
В апреле 1937 года Халид бин Ахмад женился на Айше, дочери бывшего вали, а ныне правителя Кальбы шейха Саида бин Хамада Аль-Касими. Саид бин Хамад был признан британцами в качестве договорного шейха в 1936 году в обмен на его согласие предоставить права на посадку для резервной взлетно-посадочной полосы для поддержки аэродрома Империал Эйруэйз в Шардже. Саид бен Хамад скоропостижно скончался в конце апреля 1937 года во время посещения Хаур-Факкана. Сын Саида бин Хамада, Хамад, был еще несовершеннолетним, и поэтому Айша быстро установила регентство, отправившись в Кальбу и организовав оборону города. В течение многих лет Саид бин Хамад жил в Аджмане и поручил рабу по имени Барут управлять Кальбой от его имени, а теперь Айша устроила так, что Барут снова стал Вали. Она послала сообщение Халиду бин Ахмаду, который в то время находился в Рас-эль-Хайме.
Затем последовал период интенсивной политической борьбы и переговоров между многими вовлеченными сторонами. В июне 1937 года знатные жители Кальбы избрали раба Барута регентом для 12-летнего Хамада, но это решение не было принято англичанами, и Халид бин Ахмад был избран регентом. Халид все больше воспринимался бедуинами и горожанами восточного побережья как влиятельная и объединяющая фигура, вплоть до того, что его старый враг Султан бин Сакр из Шарджи был вынужден просить Халида бин Ахмада о помощи в умиротворении внутренних племен, в частности племя бани Китаб заплатило Халиду 1500 рупий за его заступничество.
Халид правил Дхайдом и Кальбой (передав свое правление в Кальбе Баруту и решив жить в Дхайде и Хире) до 1950 года, когда он был слишком стар и немощен, чтобы играть дальнейшую роль в делах. Он умер в том же году.